# Dền cơm
Dền cơm hay dền xanh (danh pháp: Amaranthus viridis) là loài thực vật có hoa thuộc họ Dền. Loài này được L. mô tả khoa học đầu tiên năm 1763.